# Côlumba
Thánh Côlumba (tiếng Ireland: Colm Cille, bồ câu của giáo hội; sinh ngày 7 tháng 12 năm 521 – mất ngày 9 tháng 6 năm 597) là một viện phụ và nhà truyền giáo gốc Ireland đã đóng góp cho sự truyền bá Kitô giáo tại nơi mà nay là Scotland. Ông lập nên một tu viện quan trọng tại đảo Iona, nơi trở thành trung tâm tôn giáo và chính trị của khu vực trong hàng thế kỷ sau đó. Ông được người Gael miền Dál Riata và người Pict đặc biệt tôn kính. Cùng với Patrick và Brigid thành Kildare, ông được nhận làm thánh quan thầy của Ireland.